# Babka

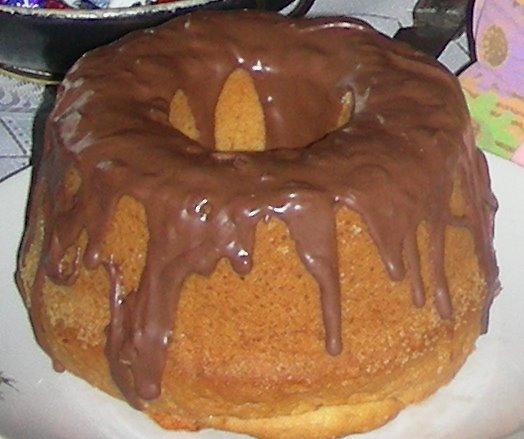
Babka wielkanocna mit Schokoladenüberzug

Babka oder Bobka, auch bekannt als Baba ist der Name eines aus Mittel-/Osteuropa stammenden, süßen Hefekuchens.

## Etymologie
Im Polnischen heißt Babka zunächst „Großmutter“, aber auch „Napfkuchen“. Der Napfkuchen, der traditionell beim Osterfrühstück am Ostersonntag verzehrt wird, wird traditionell als Baba bzw. Baba wielkanocna bezeichnet. Viele in Polen sagen dennoch Babka wielkanocna.
Eine mögliche Erklärung dafür ist, dass Baba im Russischen, Belarussischen und Ukrainischen „Großmutter“ bedeutet, und der Begriff sich in ganz Polen deshalb auch durchsetzte. Die Assoziation mit der Großmutter liegt vermutlich in der Form des Gebäcks begründet, die eines hohen Zylinders mit Wellen an den Seiten, sodass das Gebäck „Großmutters Faltenrock“ ähnelt.

## Christliche Version
Babka ist ein weicher, Brioche-ähnlicher Hefekuchen, der in Polen, Serbien, Bulgarien, Mazedonien und Albanien traditionell beim Osterfrühstück am Ostersonntag verzehrt wird, in Rumänien auch an Weihnachten, Neujahr und Pfingsten. Der Osterkuchen enthält traditionell keine Füllung, ist aber mit einem Vanille-/Schokoladen- oder Zuckerguss überzogen bzw. mit Mandeln dekoriert. Manchmal werden Rosinen mit in den Teig gemischt.

## Jüdische Version

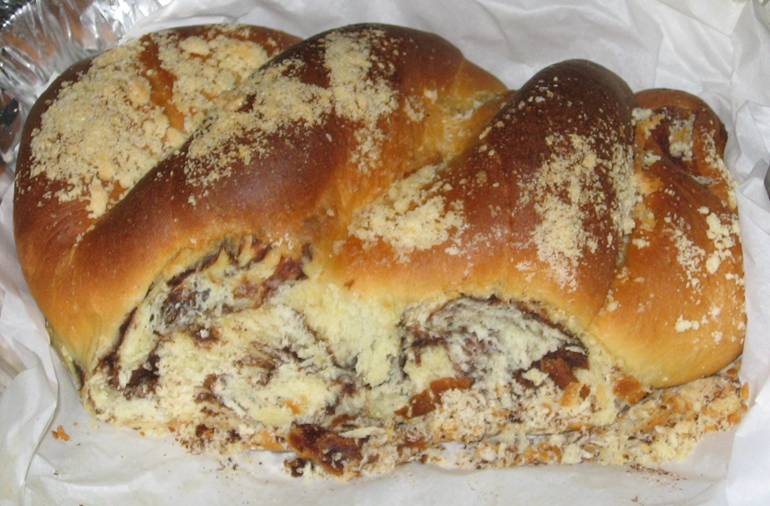
Schokoladen-Babka mit Streusel

Eine weitere Version des Babka geht auf die Tradition der Juden in Osteuropa zurück. Sie wurde nach 1945 in nordamerikanischen Städten mit hoher jüdischer Bevölkerung sehr populär, z. B. New York, Los Angeles, Montreal, Chicago, Miami und Toronto. Dieser Babka wird aus zwei ineinander verschlungenen Hefezöpfen gemacht und wird traditionell in einer hohen Kastenform gebacken. Der Kuchen ist meist gefüllt mit Zimt oder Schokolade. Gewöhnlich ist er obendrauf mit Streuseln dekoriert. Der vergleichbare Kuchen kokosh ist ebenfalls sehr populär in jüdischen Bäckereien.